# Livre arménien
Les livres arméniens se sont développés à travers les âges, des tout  premiers manuscrits jusqu'aux livres imprimés. Religieux pour la plupart, ils sont souvent enluminés. Des styles régionaux apparaissent, notamment dans le Syunik, ou dans la région historique du Vaspourakan.

## Écriture
L'arménien est une langue indo-européenne, écrite à partir du Ve siècle. L'alphabet arménien est créé par un moine, Mesrop Machtots vers 405. Auparavant, l'Arménie était « écartelée » entre le syriaque, le grec, langues plutôt littéraires, le perse pour l'administration, et même l'araméen, l'arménien n'étant donc que parlé. Quelque temps plus tard, Mersop traduit la Bible. Cet alphabet, influencé par l'alphabet grec, est formé de 36 lettres, auquel seront ajoutées deux autres au XIIe siècle. Il se lit de gauche à droite comme l'alphabet latin.
Il existe plusieurs styles d'écriture pour les manuscrits :
- L'erkat'agir, signifiant « lettres de fer », a une graphie bien particulière. Il est d'assez grand module. Il apparaît dans les manuscrits arméniens du Ve au XIIe siècle, usité dans des inscriptions épigraphiques. Un style différent apparaît par la suite, plus petit.
- Le bolorgir, dont la graphie est différente de celle de l’erkat'agir et plus facile à exécuter. Le bolorgir sert pour les minuscules, et l'erkat'agir pour les majuscules. Grâce à cela, on pouvait écrire de plus longs textes.
- Un troisième, le notrgir, littéralement « écriture de notaire », fait surface au XVe siècle[1].

Les enluminures des lettres (majuscules) commençant les textes religieux étaient souvent ornées de motifs à caractère végétal ou animal.

## Les textes religieux…

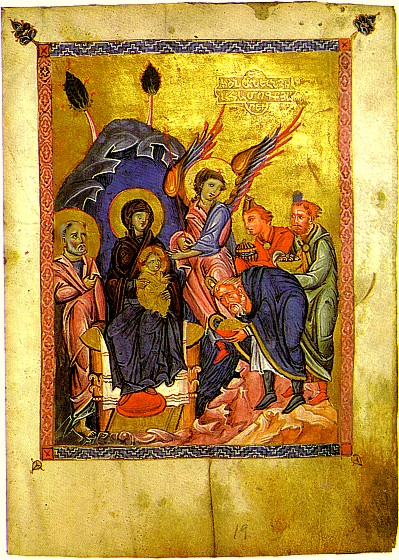
Manuscrit arménien. Cette scène représente la naissance de Jésus-Christ, par Toros Roslin.

L'arménien classique est le grabar. Le grabar peut être considéré comme « langue savante » par rapport à une « langue vulgaire » arménienne, qui s'est développée vers le Xe — cette langue est reprise dans la littérature arménienne plus tardivement. Au XIXe, l'arménien se sépare en deux : d'un côté l'arménien oriental (parlé en Arménie et du Haut-Karabagh) et de l'autre l'arménien occidental (parlé en diaspora).
La création de l'alphabet favorise le développement d'une « littérature religieuse », et surtout de la Bible. Mesrop et ses disciples, appelés les « saints traducteurs », traduisent des évangiles, tétraévangiles, etc d'après des textes en grec et en syriaque. La première traduction (officielle) de la Bible par Mesrop fut revisitée par le catholicos Sahak en 435. Ce texte était alors copié en erkat'agir (voir plus haut). Le bologir — employé au XIIe siècle — est utilisé en premier par Nersès Lambronatsi. De cette manière, on réduisait la taille du manuscrit.
Outre la Bible de Machtots, des apocryphes circulent. Les textes religieux les plus copiés et enluminés furent les évangiles et les tétraévangiles. De nouvelles « tendances » apparaissent : le djashots (lectionnaire-typicon), déjà traduit depuis le Ve siècle, et le missel (en arménien pataragamatoyts), qui est composé à partir d'anaphores. Là encore des textes sont traduits en arménien, et la plus ancienne traduction de missel est de Grégoire Ier l'Illuminateur. Pendant le Moyen Âge, divers traductions sont faites, notamment en Cilicie, avec par exemple le missel latin par Nersês Lambronatsi en 1198. D'autres types de textes religieux apparaissent, comme les synaxaires, en arménien : yaysmawurk', vers 1240. De nombreux textes religieux affluent et circulent en Arménie dans les centres religieux comme les monastères : homéliaires (tônakan), bréviaires (jamagirk') ou encore psautiers (saghmosaran). Des hymnaires (sharaknots) réunissent des hymnes religieux (sharakaran). Il y a aussi, parmi ces ouvrages, des apologétiques par exemple. Là encore, des écrits ont été traduits du grec et du syriaque. On peut par exemple citer des auteurs d'apologétiques et autres comme Basile de Césarée ou encore Éphrem le Syrien.
Vers les VIIe et IXe siècles est inventé un système de notation musicale. Il remplace l'ancienne musique liturgique (voir musique sacrée), qui n'était pas écrite. Désormais, les neumes (en arménien khaz) sont indiqués au-dessus du texte. Plus tard est inventé le khazgrik, un manuel de chant. Il est composé de deux livres : le talaran, pour les mélodies et les odes liturgiques, et le ganjargan, destiné aux hymnes. Ces livres liturgiques, servant pendant les offices à la lecture, sont posés sur une sorte de lutrin. Certains livres ont des dimensions impressionnantes.

## … et les textes profanes

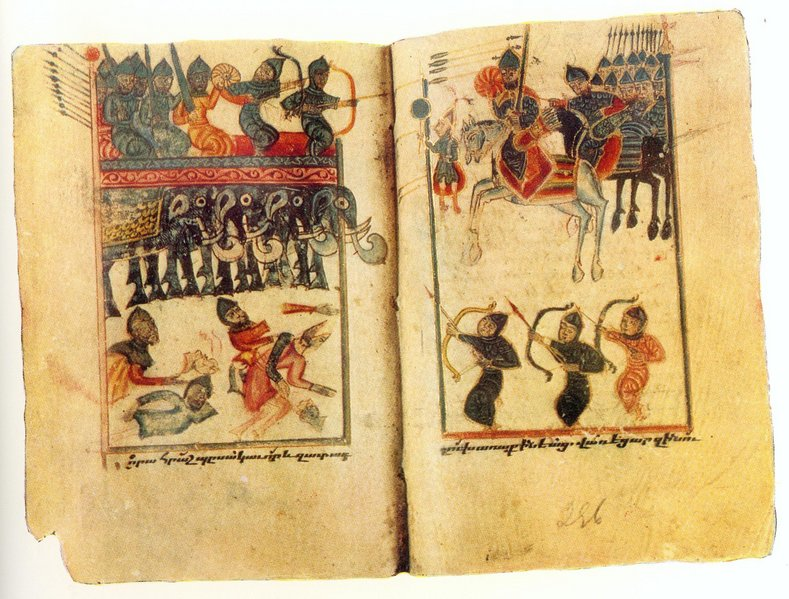
Bataille d'Aravaïr, 451.

À cette époque, la plupart des manuscrits sont religieux. Malgré cela, il existe beaucoup de livres profanes, ceux d'historiens par exemple. Les disciplines profanes, enseignées, se divisent en deux parties, en deux cycles : le trivium, traitant des sujets littéraires, et le quadriuium, destiné aux sciences. Traitant de la philosophie, de la grammaire et de la rhétorique, le trivium s'inspire d'écrits grecs. Le quadrivium traitait comme disciplines l'arithmétique, la géométrie, l'astronomie et la musique. Ces disciplines sont décrites par Anania de Shirak dans son Chronicon (K'nnicon) vers le VIIe siècle. Là encore, l'auteur se réfère aux Grecs.
L'enseignement de la médecine à travers les manuscrits, qui n'ont pas été retrouvés pour la plupart, est fondé lui aussi sur des écrits grecs, et sur des écrits syriaques. Mais des auteurs arméniens ont eux aussi écrit des ouvrages, comme Mkhitar Heratsi en médecine, entre les XIIe et XVe siècles. L'astronomie et les sciences techniques se développent en Cilicie vers la fin du Moyen Âge. De nouvelles traductions sont effectuées.

### L'historiographie
L'historiographie arménienne est très développée, surtout au Ve siècle, son âge d'or. Pendant le Ve siècle, ce sont essentiellement des chroniqueurs qui racontent l'histoire de l'Arménie, des premiers temps (pour eux le combat entre les géants Haïk et Bêl) jusqu'aux débuts du christianisme en Arménie et les saints traducteurs. Yéghichê raconte ainsi les guerres contre les Sassanides dans son Histoire de Vardan et de la guerre arménienne. Agathange rédige une Histoire des Arméniens, relatant en détail la conversion au christianisme de l'Arménie et le règne de Tiridate IV. Mais surtout, la plus grande œuvre d'historiographie est l'Histoire de l'Arménie de Moïse de Khorène (en arménien : Movsês Khorenatsi), commandée par Sahak Bagratouni. Cette œuvre majeure remonte des temps bibliques jusqu'au saints traducteurs.
D'autres récits moins connus ont été écrits, comme ceux de Sébéos et de Ghewond, sur la conquête arabe. Plus tard, à partir du Xe siècle, d'autres ouvrages apparaissent, dont ceux de Mathieu d'Édesse notamment au XIIe siècle. L'historiographie change et se modernise avec l'ouvrage Histoire d'Arménie de Mikayel Tchamtchian au XVIIIe siècle. D'autres livres sont traduits.

### La poésie
La poésie en Arménie a été d'abord religieuse : Grégoire de Narek (Krikor Narekatsi) est, au Xe siècle, un grand poète ayant grandi au monastère de Narek, d'où son nom. Son œuvre majeure est le Livre des Lamentations. Plus tard apparaît Nersès IV Chnorhali. Son style de poésie est plus léger, moins religieux. Au cours des siècles suivants, la poésie arménienne évolue — laquelle connaît depuis à peu près 150 ans un grand renouveau, et les poètes arméniens sont nombreux.

## La miniature

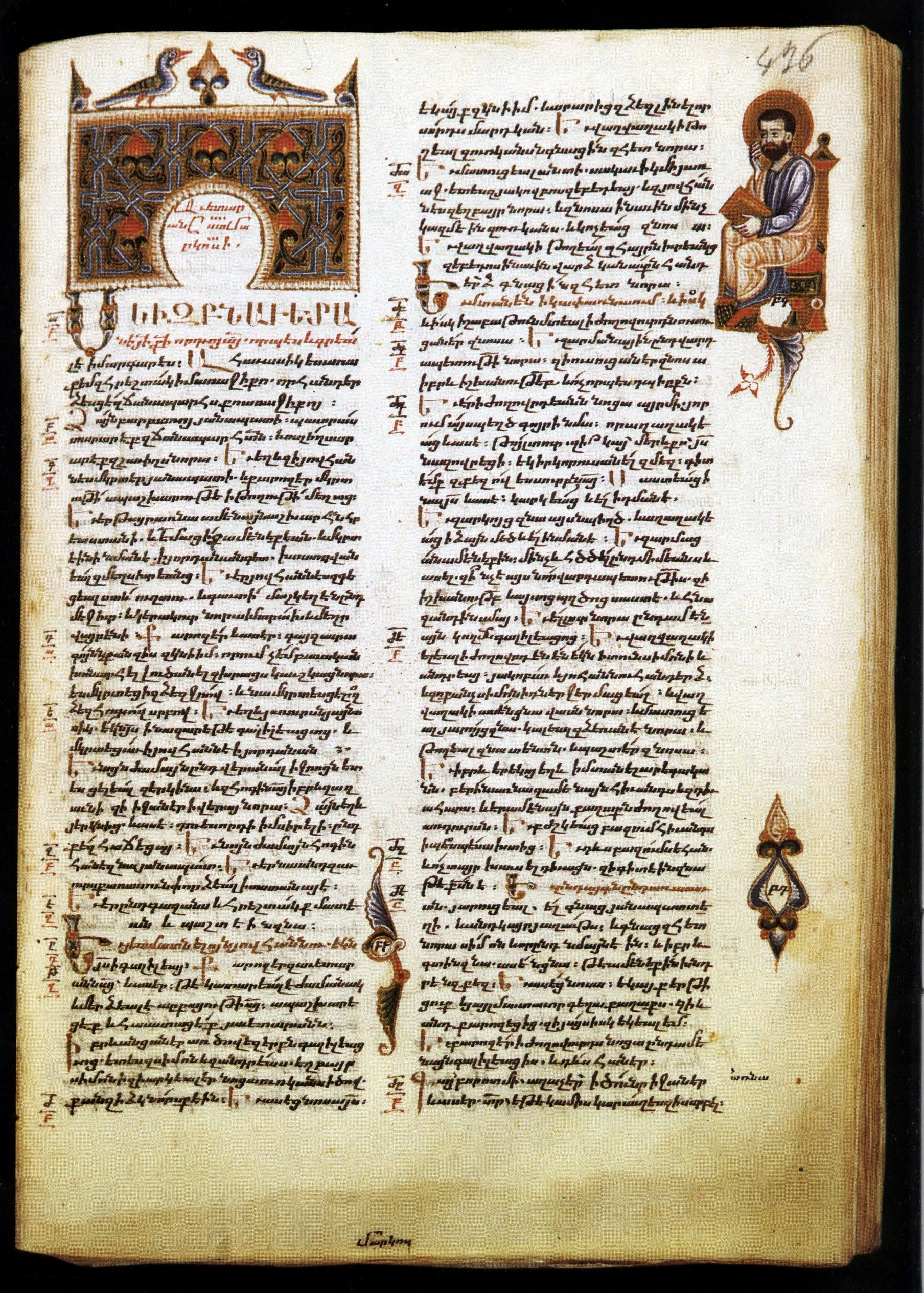
Enluminure du manuscrit de Sargis Pitsak.

La miniature est très importante. L'art arménien étant en général de tradition chrétienne (paléochrétienne même), les représentations dans les miniatures sont religieuses. Le monde hellénique a une grande influence pour cette partie caractéristique des manuscrits arméniens. Différentes écoles de miniatures avec des styles variés naissent en Arménie. On retrouve souvent des couleurs vives, et les pigments utilisés sont la plupart du temps d'origine minérale.
Par ces caractéristiques, la miniature arménienne se distingue de la miniature byzantine. Un des plus anciens manuscrits ornés de miniatures somptueuses est le manuscrit d'Etchmiadzin, datant du Xe siècle. Les siècles suivants, les évangiles très décorés traduisent un épanouissement de cet art, parfois influencé par les Arabes, qui connaît son apogée en Cilicie avec notamment Toros Roslin. Mais avec les invasions, les productions artistiques arméniennes s'arrêtent.